# Western (Gambia)
Western is een divisie van Gambia in het uiterste zuidwesten van het land. De divisie meet een kleine 1800 vierkante kilometer. De hoofdstad van Western is Brikama. De divisie ontstond bij de verdeling van Gambia in provincies in 1935.

## Bevolking
- 1963: 55.393
- 1973: 91.013
- 1983: 137.245
- 1993: 234.917[1]
- 2003: 392.987[1]

## Grenzen
De divisie Western grenst in het westen aan de Atlantische Oceaan.
De divisie grenst ook aan twee regio's van buurland Senegal:
- Kolda in het oosten en het zuidoosten.
- Ziguinchor in het zuiden.

De divisie heeft ten slotte grenzen met drie andere deelgebieden van Gambia:
- De onafhankelijke stad Banjul in het uiterste noorden.
- Ze wordt van North Bank gescheiden door de rivier Gambia.
- De divisie Lower River in het noordoosten.

## LGA's en districten
Western bestaat uit één local government area (LGA of lokaal overheidsgebied)
:
- Brikama

De regio is onderverdeeld in negen districten:
- Foni Bintang-Karenai
- Foni Bondali
- Foni Brefet
- Foni Jarrol
- Foni Kansala

- Kombo Central
- Kombo East
- Kombo North/Saint Mary
- Kombo South

Banjul (stad) · Central River · Lower River · North Bank · Upper River · Western